# Nicholas Ridley

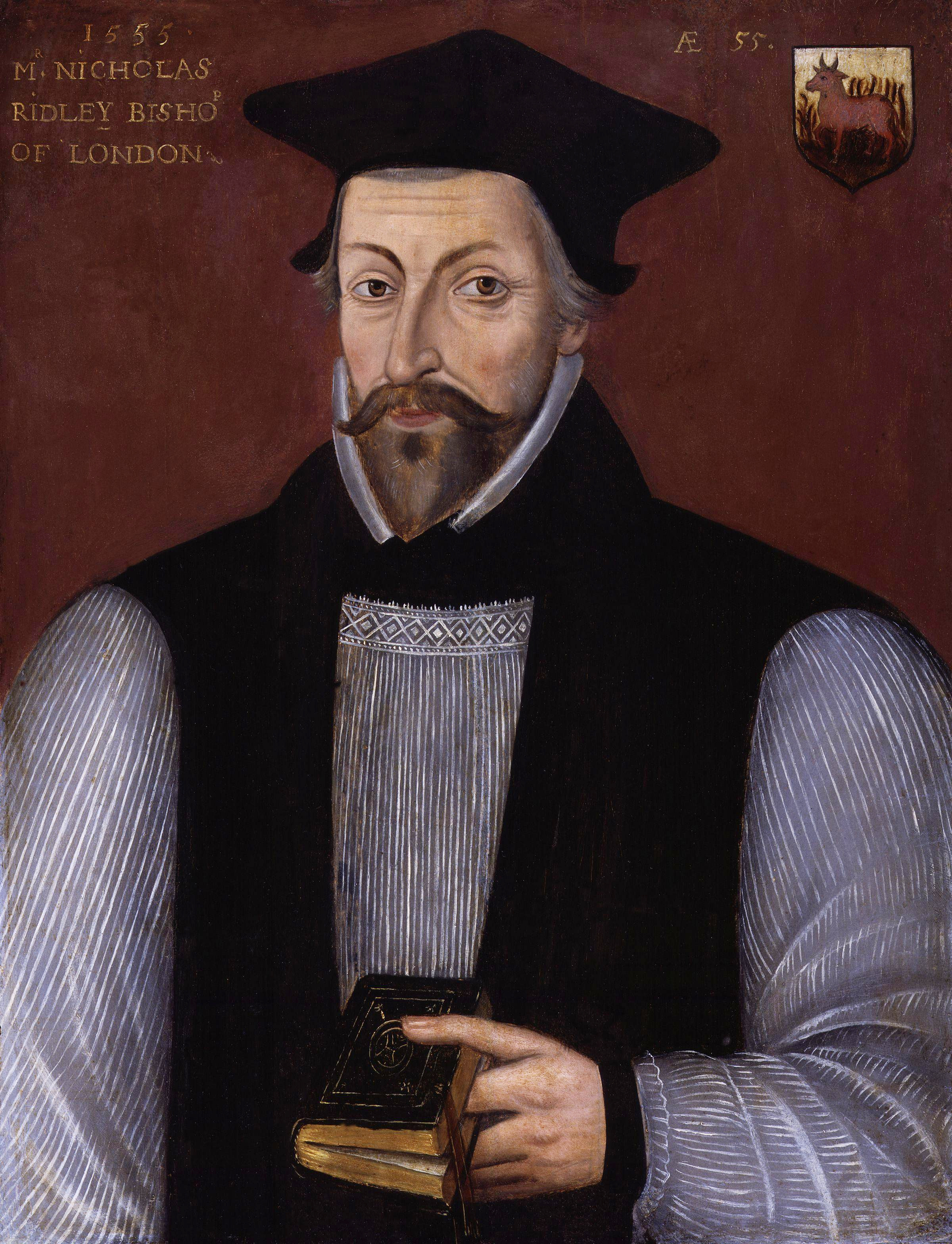
Nicholas Ridley, 1555.

Nicholas Ridley (hacia 1500-16 de octubre de 1555) fue un clérigo anglicano inglés. Provenía de una familia prominente de Northumberland y nace a principios del siglo XVI. Fue educado en la Royal Grammar School, Newcastle y principalmente en la Universidad de Cambridge, donde recibió el grado de Máster en 1525. Pronto fue ordenado sacerdote y va a la Sorbona, en París, para continuar su educación. 
Después de volver a Inglaterra alrededor de 1529, se convierte en procurador mayor de la Universidad de Cambridge. En aquel entonces había un debate significativo sobre la supremacía del papa. Ridley estaba bien versado en hermenéutica bíblica y, por sus argumentos, la Universidad comunicó la siguiente resolución: "Al Obispo de Roma (en referencia al Papa) se le retira la autoridad y la jurisdicción derivada de Dios, en este reino de Inglaterra, que cualquier otro obispo extranjero." 
En 1540 fue nombrado uno de los Capellanes del Rey, siendo presentado también con un puesto de prebendal en la Catedral de Canterbury. 

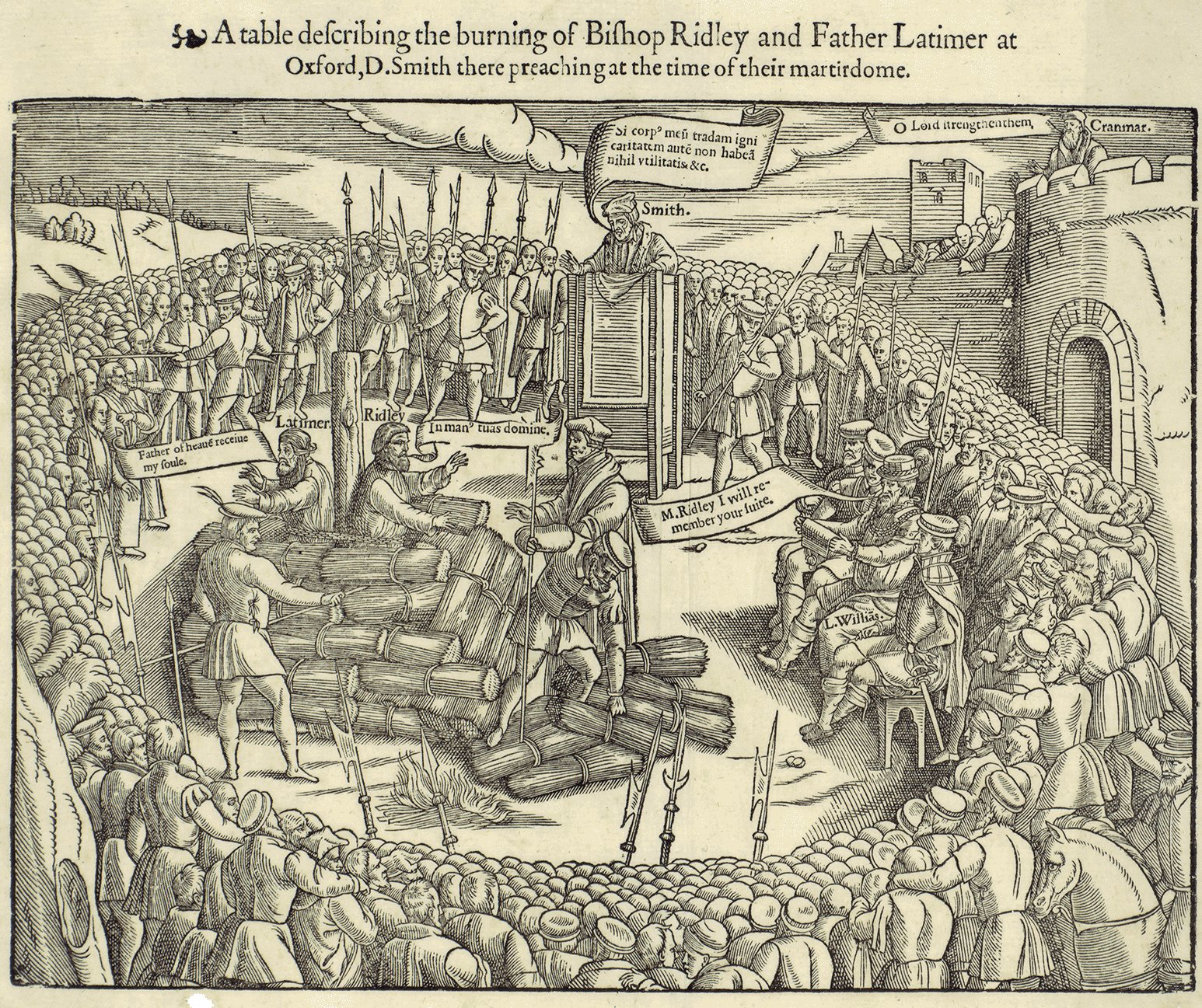
Quema de Latimer y de Ridley, texto de John Foxe, 1563.

Elegido obispo de Rochester de 1547-50 y posteriormente de Londres hasta su destitución en 1553 por María I, decidió que deberían suprimirse los altares en las iglesias de su diócesis y ponerse mesas en su lugar para celebrar la Cena del Señor. 
Fue quemado en la hoguera, por sus enseñanzas junto con Hugh Latimer el 16 de octubre de 1555 en Oxford. Una cruz metálica en un costado del camino marca el sitio, y el acontecimiento es también conmemorado por un Monumento conmemorativo de los Mártires, a unos cientos de metros.